# Multivisión
Multivisión es un canal de televisión de Cuba, transmite desde La Habana. Su programación es variada con énfasis en los programas importados de cadenas internacionales.
Al principio utilizaba las antenas de los "telecentros" ubicados en todas las provincias del país, incluyendo el municipio especial Isla de la Juventud, en horarios en que no transmiten sus propias programaciones locales. En La Habana transmitía por la frecuencia del Canal Habana, por lo cual en ese entonces era truncado cuando el telecentro empezaba su programación por el canal 27. Desde el verano de 2009, y en parte por las molestias que esto ocasionaba a los televidentes, su señal se independizó y transmite por diferentes canales según la localidad y cuenta además con una frecuencia por la Televisión Digital.
De repetir su programación tres veces al día en paquetes televisivos  pasó a dos y en la actualidad la misma es continua y solo se repite en la madrugada aunque los bloques dedicados a la población infantil de la jornada matutina se reponen al terminar la tarde. Casi todos los programas son de procedencia extranjera, previo acuerdo con compañías como CCTV, Discovery Channel, Disney Channel, DW-TV, Telesur, entre otras que permiten las descargas gratuitas por internet.

## Programación
Desde el principio, este canal ha ganado la aceptación del público cubano superando la audiencia de Cubavisión. Se han transmitido documentales de todo tipo, incluso seriados como Dogtown y El encantador de perros, de la National Geographic; los dibujos animados de Nickelodeon,  Cartoon Network, Disney Channel y más cosas, como Art Attack son los favoritos de los niños. El canal ha transmitido además de Nick Jr. programas como Dora la Exploradora, Equipo Umizoomi y Go! Diego Go!.
Como parte de la programación infantil siempre al mediodía se han transmitido series de gran aceptación por este público. Entre las más gustadas a lo largo de los años podemos mencionar:
- Yu-Gi-Oh!
- Winx Club
- Generador Rex
- Bajoterra
- Detective Conan
- Blackjack
- Magic Kaito

En el 2017 para el público juvenil el canal le regaló un especial espacio a las 7:00 pm, en el cual se emitieron series anime como Inuyasha, Kids On The Slope y Ping Pong, y a finales de marzo de dicho año se emitía los sábados la serie Magic Kaito 1412.
De lo más esperado dentro de la programación están las novelas de las tres de la tarde, preferentemente vistas por amas de casa. Nano fue la primera telenovela argentina transmitida por Multivisión, así mismo los cubanos han podido ver otras como Mujeres de nadie, Valientes y Por amor a vos además de La saga, negocio de familia y El baile de la vida ambas de Colombia, en la actualidad por dificultades en la adquisición de producciones latinas este horario lo han ocupado las tele series turcas que han llegado para revolucionar los seguidores del canal, siendo estas producciones las favoritas de la audiencia, tele series turcas que logran una conexión emocional muy estrecha con los espectadores: generan empatía. Además, el desarrollo de las relaciones entre los personajes logra enganchar al espectador en un recorrido narrativo que no es tan limitado, el público cubano ha podido ver Winter Sun (Identidad Oculta), Siyah Beyaz Aşk (Amor en Blanco y Negro), la comedia Kiralık Aşk (Te alquilo mi amor) con los actores Elçin Sangu como Defne Topal y Barış Arduç como Ömer İplikçi, y en estos momentos se transmiten Maraşlı (Marasli) y Kaderimin Yazıldığı Gün (Una parte de mí).
Teniendo en cuenta la popularidad que han alcanzado las producciones turcas en el canal, la dirección de programación trajo como una de las propuestas para el verano de 2022 Las alas de la ambición (Kus uçusu) protagonizada por Birce Akalay (Lale Kiran), Ibrahim Celikkol (Kenan) y Miray Daner (Asli).
Los musicales también forman parte de la parrilla de programación, dentro de los que más se disfrutan están los Megaconciertos de los sábado en la noche siempre con estrellas del momento y otros espacios son Favoritos, Talentos, Números 1, Karaoke, Clásicos y Video Perfil que con una duración de 15 minutos llegan cada día.
Dentro de la programación cinematográfica lunes y viernes dedica espacios a biografías de personalidades del mundo del espectáculo como Superstars, Desde el Actors Studios y Set y Cine.
Otros programas son Cinevisión y D'cine que se transmiten durante la semana, en tanto los sábados propone Multicine en la noche y bien temprano en la mañana Filmecito para los más pequeños, los domingos la programación del canal se dedida a partir de las 8:00 a. m. a programas fílmicos, en este orden aparecen los programas Algo para recordar, Domingo en Casa, Filmecito, Minicinema, Cine en Casa, Cine de Aventura y Cinema Indio ya entrando en la noche Alto Impacto donde se proponen series y cierra la tanda cinematográfica Directores en Acción y Tiempo de Cine.
Las Series de TV de factura extranjera son de la programación lo que más siguen los jóvenes, principalmente se emiten en el horario nocturno, entre las que han estado en cartelera se encuentran gustadas series como Ghost Whisperer, Cashmere Mafia, One Tree Hill (serie de televisión), Lost, White Collar, Galerías Paradise, Castle, The Vampire Diaries (serie de televisión), The X-Files, La Bella y La bestia, The 100, Grimm (serie de televisión), Como conocí a tu madre Chicago Fire (serie de televisión), Chicago P.D., MacGyver y Oshin y Reign, entre otras, al mediodía teleseries, sobre todo de género comedia: Scrubs, The Class, The Big Bang Theory, My Name is Earl, Friends, Seinfeld, se han transmitido además La Brea, Legados, Mentes Criminales, y Palpito. 
El canal dedica horarios principalmente en la mañana y la tarde a la programación infantil, emitiendo series como Qué hay de nuevo Scooby Doo y El libro de la selva, además presenta sus tiras Hola Chico, Upa Nene y Facilísimo muy populares por padres e hijos.
En una entrevista el locutor cubano Marino Luzardo, decía de esta nueva apuesta televisiva en Cuba: "una buena televisión se pudiera lograr si no presumiéramos de tenerla, si no criticáramos tanto a las demás televisoras, “las capitalistas”, y tomásemos de ellas lo mejor, dejando lo mejor de la nuestra. Multivisión ha demostrado cuánto de la televisión que se hace en otros países podemos aprovechar y de ahí pudiéramos tomar algunas lecciones."